# Lustre (ファイルシステム)
Lustre (ラスター) は、一般に大規模のクラスターコンピューティング・スーパーコンピュータで使用されている分散ファイルシステムである。Lustreという名前はLinuxとClusterのかばん語になっている。LustreはGNU GPL v2の下で公開されており、小規模のワークグループのためのクラスタから大規模なマルチロケーションのクラスタに及ぶ広い範囲のコンピュータクラスタに対して、ハイパフォーマンスなファイルシステムを提供する。
Lustreファイルシステムは高い性能を持ち、ライセンスがオープンであるため、スーパーコンピュータでしばしば利用されている。2005年6月以降、常にトップ10の少なくとも半分のスーパーコンピュータで使用されており、世界の最も高速なスーパーコンピュータシステム100のうちの60以上で採用されている。この中には、2014年にTOP500にランクインした世界第2位と第3位のスーパーコンピュータである、TitanやSequoiaが含まれる。2018年6月の上位10位では、第1位のSummitや第7位のTitanなどで利用されている。
Lustreは、クライアントノード数は数万台、サーバ数は数百台、サーバに搭載されるストレージ総容量は数十PB、合計I/Oスループット1TB/s以上の規模の、複数の大規模コンピュータクラスタに組み込むことが可能な、スケーラブルなファイルシステムである。そのため、Lustreファイルシステムは、気象学、シミューレーション、石油・ガス資源、生命科学、interactive media、金融などの分野で採用されることが多い。

## 歴史
- 2003年12月、Lustre 1.0.0がリリースされた。